# Maia Sandu
Maia Sandu, moldavska političarka; * 24. maj 1972, Risipeni.
Je aktualna predsednica Moldavije. Je nekdanja vodja Stranke akcije in solidarnosti (PAS) in nekdanja premierka Moldavije. Sandujeva je bila ministrica za izobraževanje med letoma 2012 in 2015 in poslanka parlamenta Moldavije med letoma 2014 in 2015 in ponovno v letu 2019. Na volitvah leta 2016 je bila izbrana za skupno kandidatko proevropskih strank PPDA in PAS za predsednico Moldavije. V drugem krogu jo je porazil proruski kandidat PSRM Igor Dodon. V revanšu med Dodonom in Sandujevo na volitvah leta 2020 je v drugem krogu slednja zmagala z 58 % glasov. Je prva ženska na položaju predsednika Moldavije.

## Zgodnje življenje in poklicna kariera
Sandujeva se je rodila 24. maja 1972 v vasi Risipeni, ki se nahaja v okrožju Fălești, v Moldavski sovjetski socialistični republiki (takrat ZSSR). Rodila se je očetu Grigorieju, veterinarju, in mami Emilii Sandu, učiteljici. Leta 1994 je diplomirala iz menedžmenta na Akademiji za ekonomske študije Moldavije (ASEM), leta 1998 pa iz mednarodnih odnosov na Akademiji za javno upravo (AAP) v Kišinjevu. Leta 2010 je diplomirala na Šoli za javno upravo Johna F. Kennedyja na Univerzi Harvard. Med letoma 2010 in 2012 je Sandu delala kot svetovalka izvršnega direktorja pri Svetovni banki v Washingtonu. Sandujeva poleg materne romunščine govori še rusko, špansko in angleško.

## Politična kariera
Med letoma 2012 in 2015 je bila ministrica za izobraževanje v Moldaviji. Liberalno-demokratska stranka jo je 23. julija 2015 evidentirala kot kandidatko za naslednjo premierko Moldavije, kjer je nasledila Natalio Gherman in Chirila Gaburicija.
Dan po tem, ko jo je prenovljena proevropska koalicija predlagala, je Sandujeva kot pogoj za sprejem na položaj postavila odhod šefa Narodne banke Moldavije Dorina Drăguțanuja in državnega tožilca Corneliuja Gurina. Na koncu je predsednik Moldavije namesto Maie Sandu nominiral Valeriuja Streleța.
23. decembra 2015 je lansirala platformo „În /pas/ cu Maia Sandu” ("V koraku z Maio Sandu"), ki je kasneje postala politična stranka, imenovana "Partidul Acțiune și Solidaritate" ("Stranka akcije in solidarnosti").
Leta 2016 je bila Maia Sandu proevropski kandidat na moldavskih predsedniških volitvah. Udeležila se je proevropske akcijske platforme in je bila ena izmed dveh kandidatov, ki sta se uvrstila v drugi krog volitev.
Po nekaterih anketah iz leta 2019 naj bi bila Sandujeva med najbolj zaupanja vrednimi tremi politiki v Moldaviji. Najnovejša razpoložljiva anketa, ki jo je izvedel Sklad za javno mnenje, kaže, da je Sandujeva druga najbolj zaupanja vredna politična osebnost v državi. S 24 % tesno sledi Igorju Dodonu, ki mu zaupa 26 % anketirancev. Druge starejše ankete pa jo uvrščajo nižje, na 6. mesto.

### Predsednica vlade
Na parlamentarnih volitvah leta 2019 je stranka Sandujeve PAS skupaj z zavezniško PPDA pod vodstvom Andreja Năstaseja ustanovila volilni blok ACUM in v parlamentu pridobila 26 od 101 sedežev. 8. junija 2019 je bila Maia Sandu v koalicijski vladi s PSRM izvoljena za premierko Moldavije. Istega dne je moldavsko ustavno sodišče njeno imenovanje za to funkcijo in imenovanje vlade razglasilo za protiustavno, kar je sprožilo ustavno krizo. Ustavno sodišče je 15. junija 2019 svoje prejšnje odločbe revidiralo in razveljavilo in vlado Maie Sandu opredelilo kot ustavno.
V času proevropsko usmerjene Maie Sandu je Moldavija začela korake proti članstvu v Evropski uniji. Po glasovanju o nezaupnici je bila kot premierka odstavljena 12. novembra 2019. Na položaju je ostala do imenovanja nove vlade.

### Predsedniška kampanja 2020
Sandujeva je svojo kandidaturo za predsedniške volitve leta 2020 napovedala 18. julija in izjavila, da skupni proevropski kandidat ne bo potreben, saj ni nevarnosti, da v drugem krogu ne bi bilo proevropskih kandidatov. Svojo kampanjo je uradno začela 2. oktobra 2020 z govoroma v romunščini in ruščini, v katerih je obljubila obljubila boj proti korupciji in revščini ter reformo kazenskopravnega sistema. Takratnega predsednika Dodona je obtožila, da jo namerno ovira. Ker v prvem krogu noben kandidat ni prejel večine glasov, je 15. novembra potekal drugi krog med Sandujevo in Dodonom, v katerem je Maia Sandu zmagala s 57,75 % glasov prebivalcev.
Za zmago so ji čestitali številni visoki voditelji Evropske unije, predsednik Ukrajine Volodimir Zelenski, predsednik Kazahtstana Kasim-Žomart Tokajev, azerbajdžanski predsednik Ilham Alijev in predsednik Romunije Klaus Iohannis. Sandujevi je čestital tudi ruski predsednik Vladimir Putin, ki je pred tem podpiral Dodona. Na svoji tiskovni konferenci je Sandujeva izjavila, da bo Moldavija pod njenim vodstvom "zagotovila resnično ravnovesje v zunanji politiki, pri čemer bomo vodili nacionalne interese Moldavije, imeli bomo pragmatičen dialog z vsemi državami, vključno z Romunijo, Ukrajino, evropskimi narodi, Rusijo in ZDA".

## Predsedstvo (od 2020)
Sandu je prisegla 24. decembra 2020 v Palači republike. Med slovesnostjo je pozvala k narodni enotnosti, nagovor je zaključila v ruskem, ukrajinskem, gagavškem in bolgarskem jeziku. Na tisoče njenih privržencev jo je pozdravilo pred palačo in skandiralo slogane, kot je "Maia Sandu in ljudje!" in "Ljudje te imajo radi!"  Po slovesnosti se je z Dodonom sestala v predsedniški palači na slovesnosti, na kateri je Dodon uradno prenesel oblast nanjo. Istega dne se je srečala z začasnim premierjem Ionom Chicujem. 

### Notranja politika

#### Parlament
28. decembra se je sestala s parlamentarnimi frakcijami na posvetovanjih. 

#### Covid-19
Med obiskom predsednika Iohannisa je bilo napovedano, da bo Romunija Moldaviji podarila 200.000 odmerkov cepiva Pfizer – BioNTech COVID-19. Sandujeva je 16. januarja dejala, da bodo oblasti prebivalcem Pridnestrja omogočile cepljenje z ruskim cepivom Sputnik V.

### Zunanja politika

#### Romunija
Romunski predsednik Klaus Iohannis je 29. decembra postal prvi tuji voditelj, ki se je s Sandujevo srečal v Moldaviji.

#### Ukrajina
Na srečanju z ukrajinskim zunanjim ministrom Dmitrom Kulebo je Sandujeva potrdila, da bo obisk v Kijevu januarja 2021 postal prvo tuje potovanje, ki ga bo opravila kot predsednica. Med obiskom 12. januarja se je sestala s predsednikom Volodimirjem Zelenskim, s katerim sta se dogovorila o ustanovitvi predsedniškega sveta za reševanje dvostranskih vprašanj. Srečala se je tudi s premierjem Denisom Šmihalom in predsednikom parlamenta Dmitrom Razumkovom. Poklonila se je padlim Ukrajincem ob grobu neznanega vojaka in Narodnem muzeju gladomorja-genocida.

#### Rusija
V intervjuju za kanal TV-8 je izjavila, da je pripravljena oditi v Rusijo, da bi razpravljala o vprašanjih, "ki se nanašajo na trgovino, izvoz, reševanje pridnestrskega konflikta" in druga. Omenila je tudi, da namerava pred odhodom v Moskvo obiskati Kijev in Bruselj, pri čemer je poudarila naklonjenost EU.

#### Pridnestrska republika
Izjavila je, da se mora operativna skupina ruskih sil (OGRF) umakniti iz odcepljenega Pridnestrja, pri čemer je dejala, da čeprav varujejo skladišča streliva, "o OGRF in o skladiščih orožja ni dvostranskih sporazumov". Izjavila je tudi, da je njeno stališče, da bi bilo treba "misijo preoblikovati v civilno misijo OVSE".

## Nagrade
- Red delovne slave (23. julij 2014) [55]